# いばら美喜
いばら 美喜（いばら みき、1928年5月12日 - ）は、日本の漫画家。現在の茨城県ひたちなか市出身。本名は藤咲昇（ふじさく のぼる）。茨城県立水戸第一高等学校卒業、武蔵野美術大学中退。

## 来歴
茨城県に生まれる。高校卒業後、美大進学のために上京するも金銭的な問題で中退し、街頭で似顔絵を描いて生計を立てる。
その後、貸本漫画家デビュー。時代劇漫画やホラー漫画などを主に描いていた。桜井昌一の「東考社」とも付き合いがあり、水木しげるの自伝にいばらがモデルとされる貧乏漫画家が登場する。
貸本漫画業界の消滅後は「ひばり書房」で描き下ろしホラー単行本を多数執筆。劇画誌にも連載を持っていた。

## 単行本
- 謎の恐怖少女
- 怪談!!黒猫
- 化け猫少女
- 恐怖の修学旅行
- 悪魔の招待状

他、多数